# Venturia intrudens
Venturia intrudens är en stekelart som först beskrevs av Smith 1878.  Venturia intrudens ingår i släktet Venturia och familjen brokparasitsteklar. Inga underarter finns listade i Catalogue of Life.